# Stamnodes wrightii
Stamnodes wrightii är en fjärilsart som beskrevs av Samuel E. Cassino och Louis W. Swett 1925. Stamnodes wrightii ingår i släktet Stamnodes och familjen mätare. Inga underarter finns listade i Catalogue of Life.